# ならは羽黒山温泉
ならは羽黒山温泉（ならははぐろやまおんせん）は、福島県双葉郡楢葉町（旧国陸奥国、明治以降は磐城国）にある温泉である。

## 泉質
- 塩化物泉、ナトリウム強塩化物泉
  - 源泉温度40.8℃。
  - 湧出量：563リットル/分
  - 特徴：黄褐色透明、黒い湯の花の浮遊有り

### 効能
- 肩こり、神経痛、やけど、切り傷、慢性皮膚炎、虚弱児童、慢性婦人病ほか

※注 : 効能はその効果を万人に保証するものではない。

## 温泉街
羽黒山温泉・道の駅ならはに併設された日帰り入浴施設、遊湯ならはがある。

## 歴史
2001年に道の駅とともに開業

## アクセス
- 鉄道：常磐線木戸駅より徒歩約20分。
- 車:常磐自動車道広野ICより車で約5分。